# Austin McCusker
Austin McCusker (né le 12 août 2002) à Glen Head aux États-Unis est un pilote de course automobile américain, qui participe à des épreuves d'endurance au volant de voitures de Sport-prototype dans des championnats tels que l'IMSA Prototype Challenge, le WeatherTech SportsCar Championship, l'Asian Le Mans Series et l'European Le Mans Series. 
Il a remporté l'IMSA Prototype Challenge en 2019 avec l'écurie Forty7 Motorsports.

## Carrière

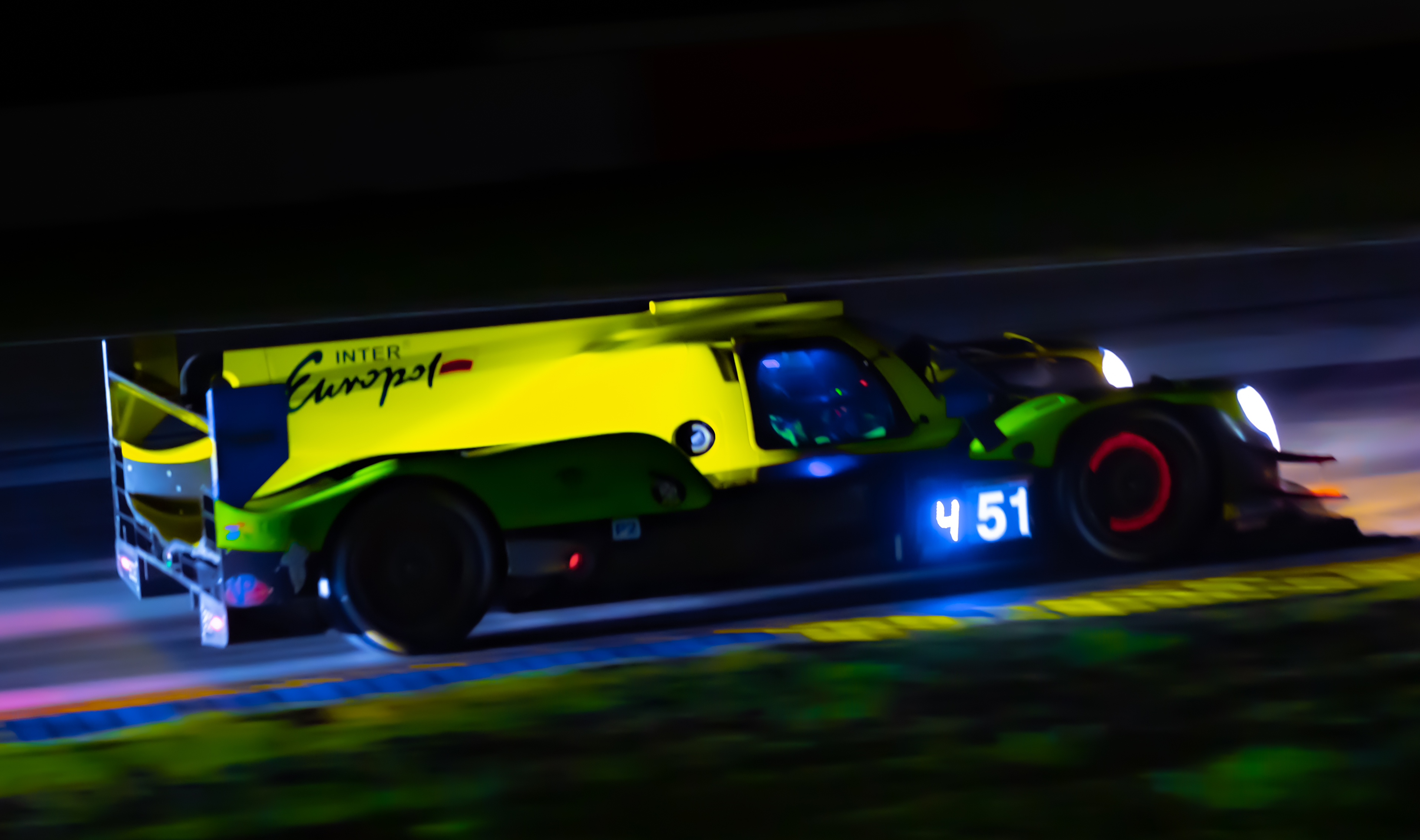
L'Oreca 07 de l'écurie Inter Europol Competition lors des Petit Le Mans

Fin 2019, début 2020, après avoir remporté l'IMSA Prototype Challenge avec l'écurie américaine Forty7 Motorsports, Austin McCusker avait été annoncé au sein de l'écurie polonaise Inter Europol Competition afin de participer aux championnat Asian Le Mans Series et European Le Mans Series au volant d'une Ligier JS P320 dans la catégorie LMP3,,. Originellement annoncé pour les manches à partir des 4 Heures du Bend, il ne participa finalement qu'à une seule manche de ce championnat. Vue les problématiques liés à la Pandémie de Covid-19, son engagement dans le championnat European Le Mans Series avait également été annulé. Néanmoins, toujours avec l'écurie Inter Europol Competition, il participa aux Petit Le Mans au volant d'une Oreca 07 dans la catégorie LMP2. C'est ainsi qu'avec le pilote polonais Jakub Śmiechowski et le pilote américain Rob Hodes, il monta sur la 3e marche du podium.

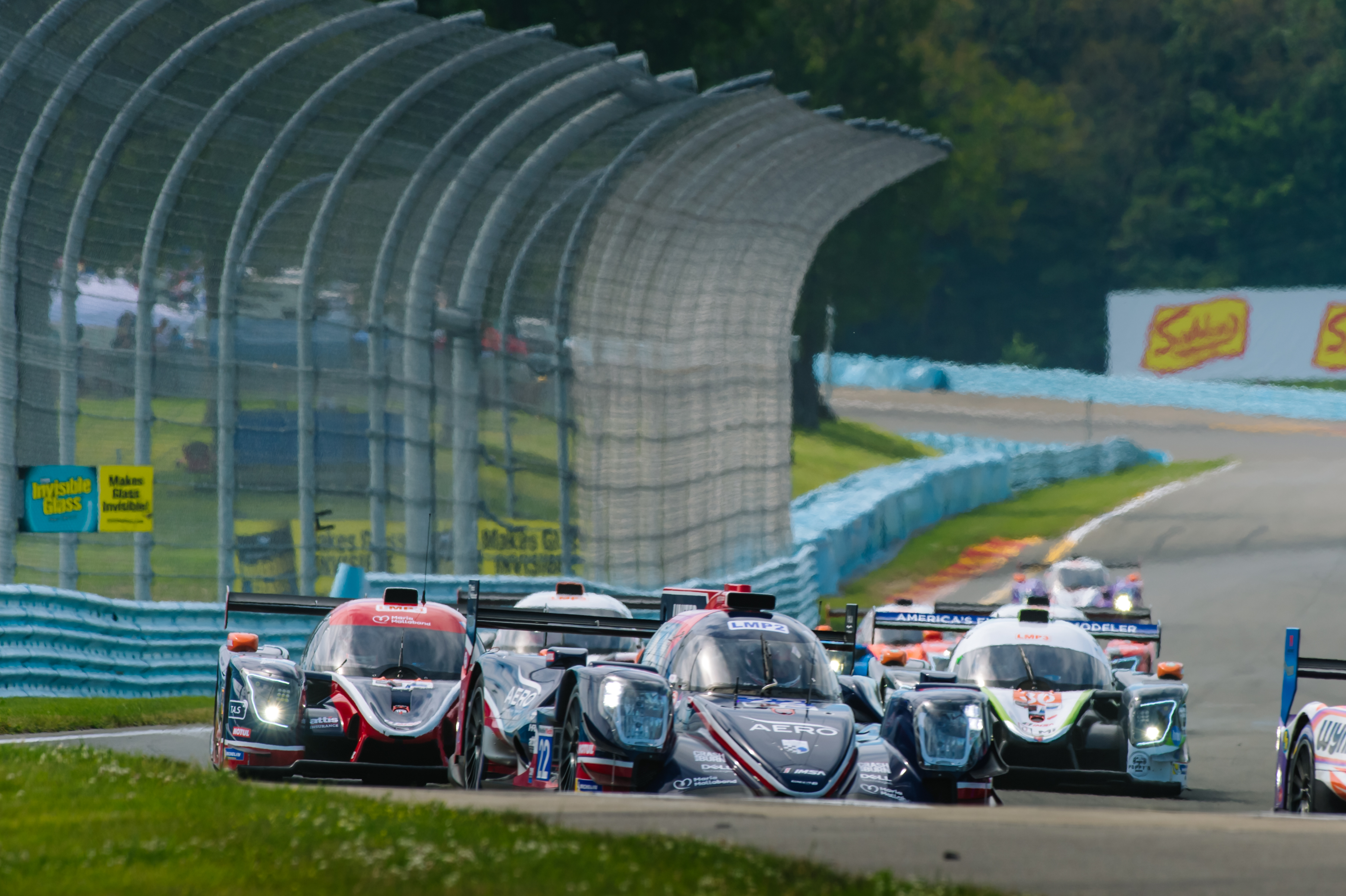
LMP2 & LMP3 de l'écurie United Autosports lors des 6 Heures de Watkins Glen

En 2021, après le raté de la saison précédente, Austin McCusker s'était engagé dans le championnat European Le Mans Series avec l'écurie britannique Nielsen Racing au volant d'une Ligier JS P320 avec comme coéquipiers le pilote britannique Nick Adcock et le pilote néerlandais Max Koebolt. La saison fût assez moyenne avec comme meilleur classement une 6e place lors des 4 Heures de Barcelone. Il finira ainsi le championnat en 22e position. Il participa également à certaines manches du championnat WeatherTech SportsCar Championship telles que les 24 Heures de Daytona, 12 Heures de Sebring et 6 Heures de Watkins Glen au sein des écuries Riley Motorsports, Forty7 Motorsports et United Autosports.

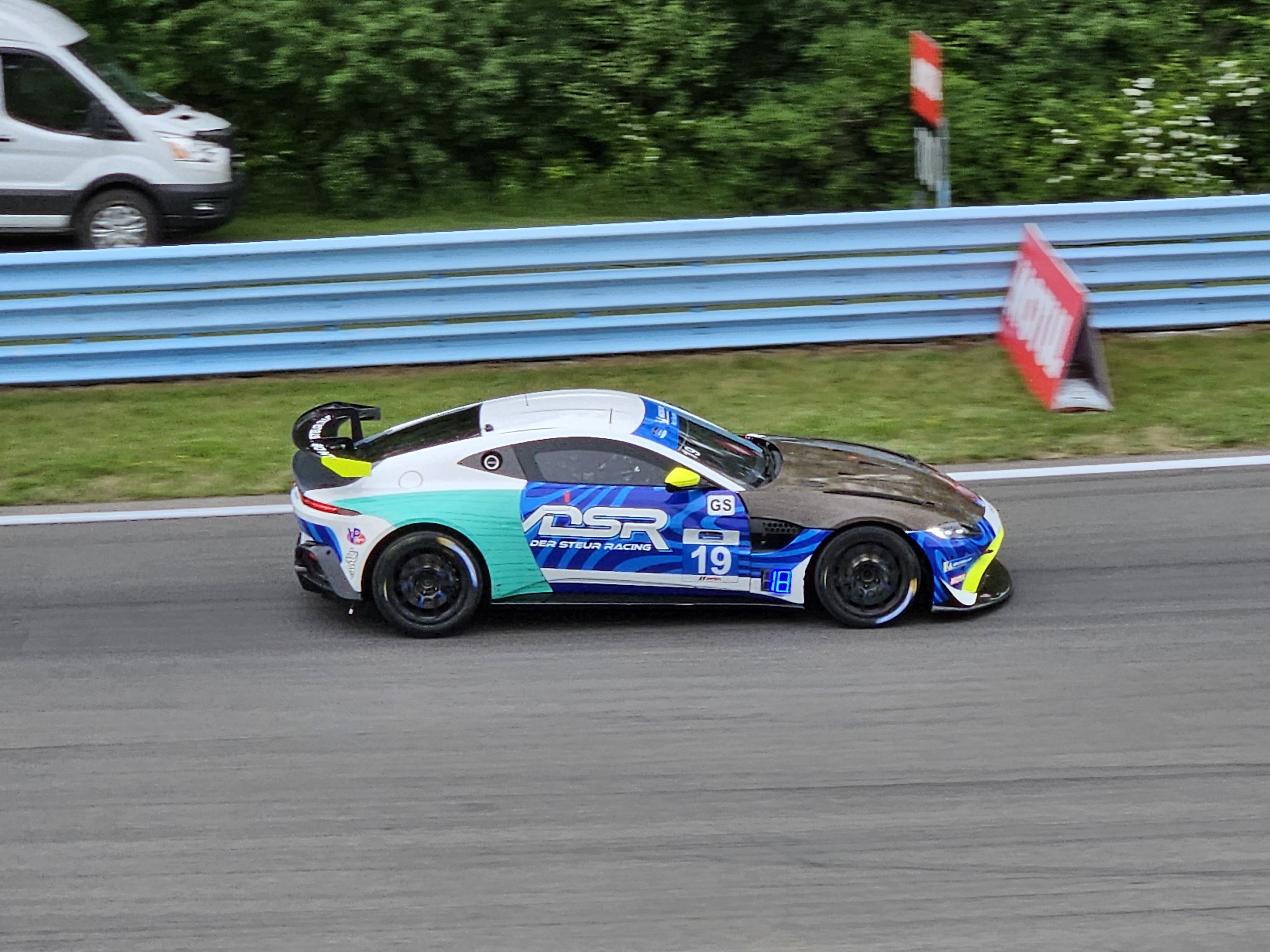
Austin McCusker à Watkins Glen International en 2023

En 2022, Austin McCusker s'était de nouveau engagé dans le championnat European Le Mans Series mais pour cette nouvelle saison, c'est avec l'écurie britannique RLR Msport qu'il avait roulé. Il avait comme coéquipiers le pilote allemand Valentino Catalano et le pilote autrichien Horst Felbermayr, Jr.. Bien que l'équipage nourrissait des ambitions dans ce championnat, les trois abandons lors des 4 Heures du Castellet, des 4 Heures de Monza et des 4 Heures de Spa-Francorchamps avaient ruiné leur chance.
En 2023, Austin McCusker avait fait un retour aux États-Unis afin de participer au championnat Michelin Pilot Challenge au sein de l'écurie américaine Van der Steur Racing.

## Palmarès

### Résultats enWeatherTech SportsCar Championship
| Année | Écurie                    | Châssis            | Moteur                     | Classe | 1     | 2     | 3   | 4     | 5     | 6   | 7   | Position | Points |
| ----- | ------------------------- | ------------------ | -------------------------- | ------ | ----- | ----- | --- | ----- | ----- | --- | --- | -------- | ------ |
| 2020  | Inter Europol Competition | Oreca 07           | Gibson GK428 4,2 l V8 Atmo | LMP2   | DAY   | SEB   | ELK | ATL   | ATL 3 | LGA | SEB | 19e      | 30     |
| 2021  | Riley Motorsports         | Ligier JS P320     | Nissan VK56 5,6 l V8 Atmo  | LMP3   | DAY 4 |       |     |       |       |     |     | 15e      | 607    |
| 2021  | Forty7 Motorsports        | Duqueine M30 - D08 | Nissan VK56 5,6 l V8 Atmo  | LMP3   |       | SEB 4 |     |       |       |     |     | 15e      | 607    |
| 2021  | United Autosports         | Ligier JS P320     | Nissan VK56 5,6 l V8 Atmo  | LMP3   |       |       | MOH | WGL 5 | WGL   | ELK | ATL | 15e      | 607    |

* Saison en cours.

### Résultats enEuropean Le Mans Series
| Année | Écurie         | Châssis        | Moteur                    | Classe | 1        | 2      | 3        | 4      | 5       | 6      | Position | Points |
| ----- | -------------- | -------------- | ------------------------- | ------ | -------- | ------ | -------- | ------ | ------- | ------ | -------- | ------ |
| 2021  | Nielsen Racing | Ligier JS P320 | Nissan VK56 5,6 l V8 Atmo | LMP3   | BAR 6    | RBR 10 | LEC 12   | MON 12 | SPA 9   | POR 12 | 22e      | 12.5   |
| 2022  | RLR Msport     | Ligier JS P320 | Nissan VK56 5,6 l V8 Atmo | LMP3   | LEC Abd. | IMO 6  | MON Abd. | BAR 8  | SPA Nc. | POR 7  | 17e      | 18     |

* Saison en cours.

### Résultats enAsian Le Mans Series
| Année     | Ecurie                    | Châssis      | Moteur                      | Classe | 1   | 2     | 3   | 4   | Position | Points |
| --------- | ------------------------- | ------------ | --------------------------- | ------ | --- | ----- | --- | --- | -------- | ------ |
| 2019-2020 | Inter Europol Competition | Ligier JS P3 | Nissan VK50VE 5,0 l V8 Atmo | LMP3   | SHA | BEN 4 | SEP | CHA | 11e      | 12     |